# Tribus Civitas

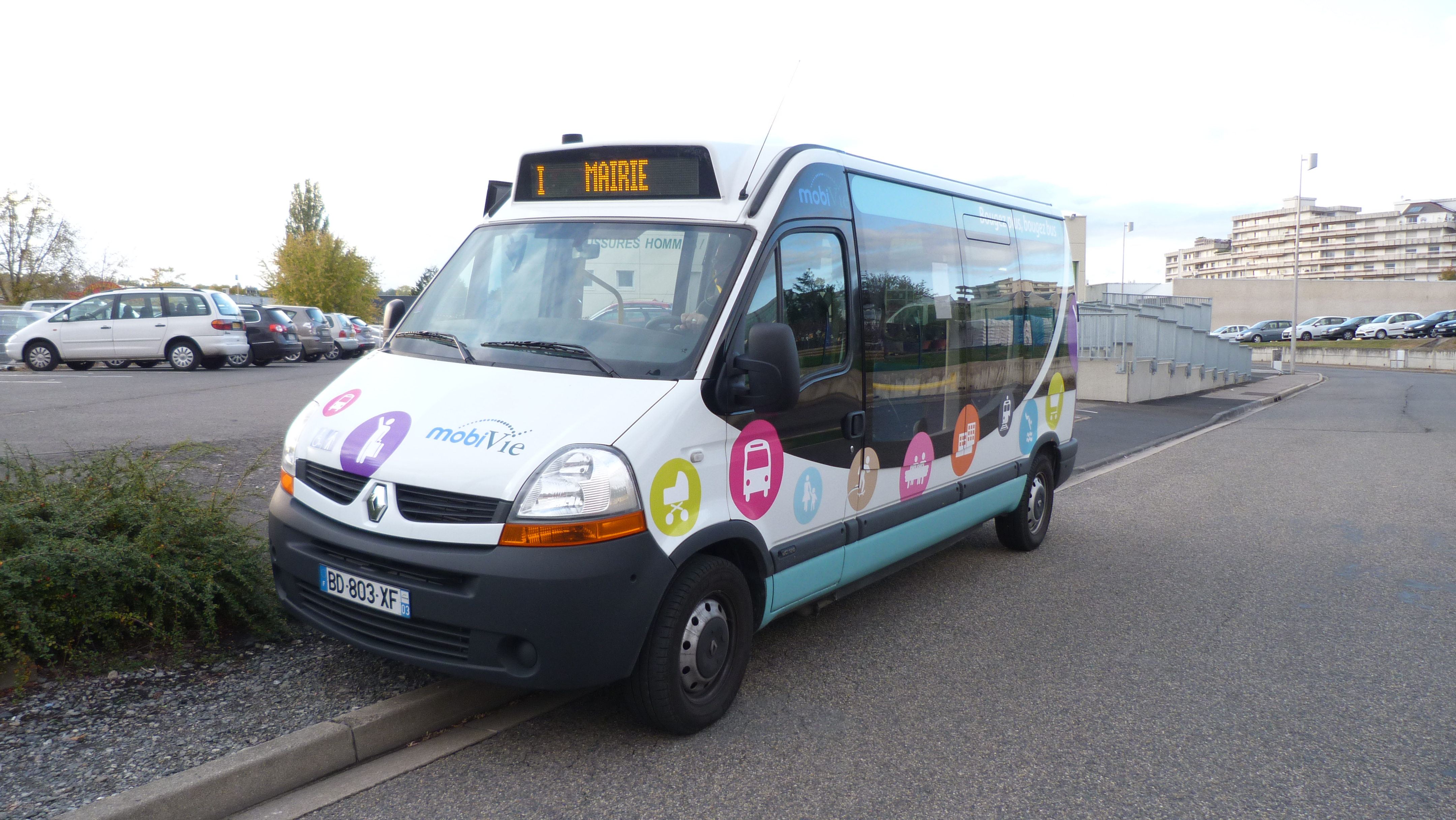
Dietrich Véhicules Noventis 420 in dienst bij MobiVie

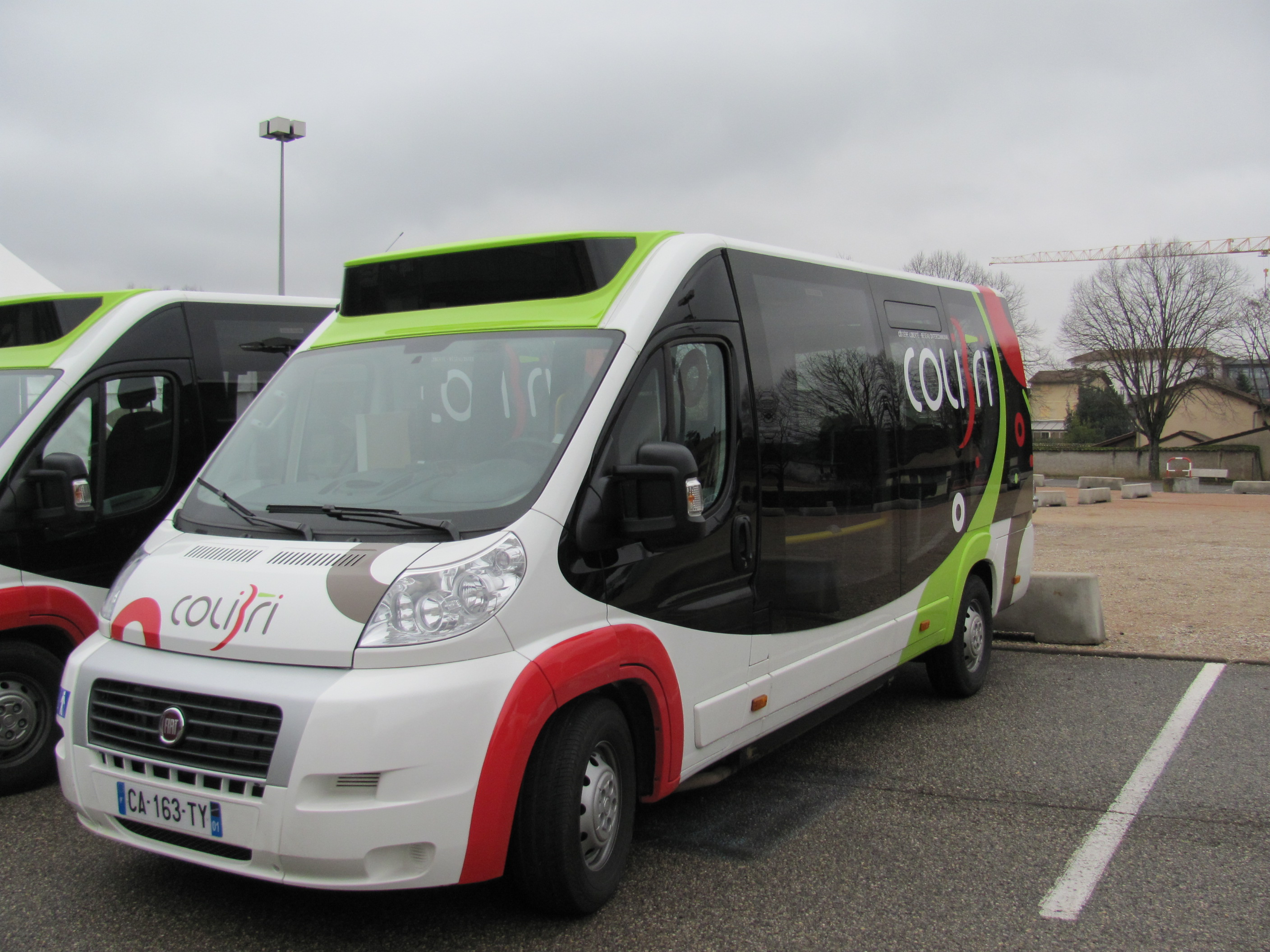
Dietrich Véhicules City 21

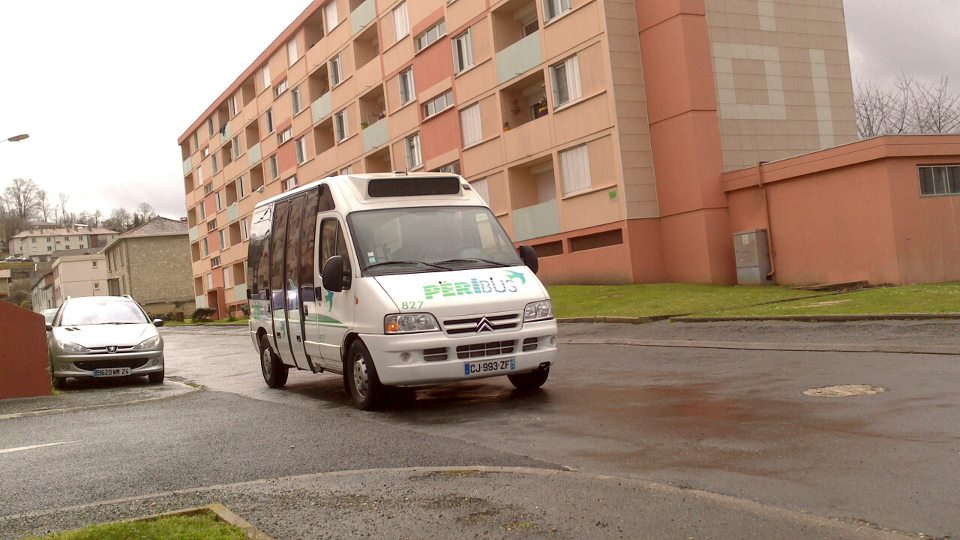
Dietrich Véhicules Noventis 220

De Tribus Civitas is een minibus met lage instap bestemd voor het openbaar vervoer op rustige lijnen. De bus is leverbaar op basis van een Mercedes-Benz Sprinter-chassis en motor en een Volkswagen Crafter/MAN TGE-chassis en motor. In het verleden was de bus ook leverbaar op basis van een Fiat Ducato-chassis en motor en een Renault Master-chassis en motor. Afhankelijk van het type is de bus in verschillende lengtes leverbaar. De bus voldoet aan de Euro 5/EEV-normen en heeft maximaal 22 zitplaatsen (afhankelijk van de uitvoering).
De bus werd in 2007 ontwikkeld voor met name de export. In datzelfde jaar werden er 50 exemplaren geproduceerd voor de Franse markt. Op de Franse markt worden de bussen uitgebracht onder de namen:
- Dietrich Véhicules City 9 (Citroën Jumper)
- Dietrich Véhicules City 21 (Fiat Ducato)
- Dietrich Véhicules City 23 (Mercedes-Benz Sprinter)
- Dietrich Véhicules City 27 (Mercedes-Benz Sprinter)
- Dietrich Véhicules Noventis 220 (Renault Master)
- Dietrich Véhicules Noventis 420 (Renault Master)

Sinds 2010 werd de Civitas gebouwd op een Fiat Ducato-chassis. Daarvoor werd het gebouwd op een Renault Master-chassis. Sinds 2015 wordt de Civitas ook gebouwd op basis van een Mercedes-Benz Sprinter-chassis. Deze wordt de Civitas Economy genoemd en is speciaal ontwikkeld voor taxibedrijven. Vanaf het derde kwartaal van 2015 werd de Civitas geleidelijk aan exclusief gebouwd op Mercedes-Benz Chassis. In april 2015 werden twee nieuwe types geïntroduceerd van de Civitas, de Civitas Economy M1 en de Civitas Economy M2, welke geschikt zijn voor zowel minder drukke openbaarvervoerlijnen als voor taxivervoer. Sinds 2019 wordt de Civitas ook gebouwd op een Volkswagen Crafter- of MAN TGE-chassis.
Op Busworld 2017 in Kortrijk werd op basis van een Fiat Ducato-Chassis een elektrische versie van de Civitas geïntroduceerd.

## Technische specificaties
|                        | Civitas Fiat Ducato | E-Civitas Fiat Ducato | Civitas Renault Master | City 9 Citroën Jumper | City 21 Fiat Ducato | City 23 Mercedes-Benz Sprinter | City 27 Mercedes-Benz Sprinter  |
| ---------------------- | ------------------- | --------------------- | ---------------------- | --------------------- | ------------------- | ------------------------------ | ------------------------------- |
| Chassis                | Fiat Ducato         | Fiat Ducato           | Renault Master         | Citroën Jumper        | Fiat Ducato         | Mercedes-Benz Sprinter         | Mercedes-Benz Sprinter          |
| Lengte                 | 6 363 mm            | 5 998 mm              | 5 899 mm               | 5 998 mm              | 6 363 mm            | 6 945 mm                       | 6 960 mm                        |
| Breedte                | 2 050 mm            | 2 050 mm              | 1 990 mm               | 2 050 mm              | 2 050 mm            | 1 990 mm                       | 1 960 mm                        |
| Hoogte (excl. dakunit) | 2 524 mm            | 2 524 mm              | 2 550 mm               | 2 550 mm              | 2 100 mm            | 1 940 mm (interieur)           | 1 870 mm - 2 250 mm (interieur) |
| Wielbasis              | 4 035 mm            | 4 035 mm              | 4 078 mm               | 4 035 mm              | 4 035 mm            | -                              | -                               |
| Vooroverbouw           | 948 mm              | 948 mm                | 862 mm                 | 948 mm                | 948 mm              | -                              | -                               |
| Achteroverbouw         | 1 380 mm            | 1 015 mm              | 959 mm                 | 1 015 mm              | 1 380 mm            | -                              | -                               |

## Inzetgebieden
In Nederland wordt deze bus o.a. ingezet door Connexxion, Arriva en Syntus. Syntus was het eerste vervoerbedrijf in Nederland dat de Civitas inzette. Het bedrijf zette de bus in op de concessie Achterhoek. Na verlies van deze concessie is de bus verhuisd naar de Veluwe, waar het eerst dienstdeed als buurtbus, maar later als servicebus. Arriva is het eerste bedrijf dat de nieuwe versie Civitas in dienst nam. Net zoals de oude versie, wordt ook de nieuwe versie ingezet in de Achterhoek, echter worden twee exemplaren ingezet als buurtbus en twee exemplaren op enkele rustige lijnen in de normale lijndienst. Vanaf 9 december 2012 zet ook Connexxion en Hermes de bussen in. Bij Hermes worden de bussen ingezet op buurtbuslijnen en andere rustige lijnen.
| Bedrijf                         | Type                       | Series                             | Aantal    | Inzet                                                                                           | Opmerking | Afbeelding |
| Frankrijk                       | Frankrijk                  | Frankrijk                          | Frankrijk | Frankrijk                                                                                       | Frankrijk | Frankrijk  |
| ------------------------------- | -------------------------- | ---------------------------------- | --------- | ----------------------------------------------------------------------------------------------- | --- | ---------- |
| Autocars ATCRB                  | Noventis 420               | 368                                | 1         | Chronoplus                                                                                      | |            |
| Colibri                         | City 21                    | 1060-1067, 1090, 1104              | 10        | Ain                                                                                             | |            |
| Keolis Agen                     | Noventis 420               | ??                                 | 3         | Agen                                                                                            | |            |
| Keolis Dijon (Divia)            | Noventis 200               | 4201-4204, 4501-4502, C17, C18, ?? | 10        | Dijon                                                                                           | |            |
| Keolis Orléans Val de Loire     | City 21                    | 129-130                            | 2         | Orléans                                                                                         | |            |
| Keolis Orléans Val de Loire     | Noventis 420               | 128                                | 1         | Orléans                                                                                         | |            |
| Keolis Pays d'Aix               | City 21                    | 122001-122007 122013-122027        | 22        | Provence-Alpes-Côte d'Azur (Aix en bus) (Proxibus-lijnen)                                       | |            |
| Keolis Saint-Malo Agglomération | Noventis 420               | 22                                 | 1         | Saint-Malo                                                                                      | |            |
| L'va                            | Noventis 200               | 05-06                              | 2         | Vienne                                                                                          | |            |
| L'va                            | Noventis 420               | 09                                 | 1         | Vienne                                                                                          | |            |
| Le Basque bondissant            | Noventis 420               | 9001-9002                          | 2         | Pyrénées-Atlantiques                                                                            | |            |
| Libellule                       | Noventis 200               | 71-76                              | 6         | Rhône                                                                                           | |            |
| Mobivie                         | Noventis 420               | 65-67                              | 3         | Vichy                                                                                           | |            |
| RDT 13                          | City 21                    | 834-837                            | 4         | Provence-Alpes-Côte d'Azur (Aix en bus)                                                         | |            |
| Réseau Mistral                  | Noventis 420               | 546-560                            | 15        | Toulon                                                                                          | |            |
| ST2N                            | City 21                    | 90-97                              | 8         | Côte d'Azur                                                                                     | |            |
| ST2N                            | Noventis 420               | 54-55                              | 2         | Côte d'Azur                                                                                     | |            |
| STRAN                           | Noventis 420               | 822                                | 1         | Saint-Nazaire                                                                                   | |            |
| TAMM                            | Noventis 420               | ??                                 | 2         | Metz                                                                                            | |            |
| TAMM                            | City 23                    | ??                                 | 5         | Metz                                                                                            | |            |
| Transdev du Marsan              | City 21                    | 8000-8009                          | 10        | Mont-de-Marsan                                                                                  | |            |
| Trans-Landes                    | City 21                    | 1201-1206, 1302                    | 7         | Landes                                                                                          | |            |
| Trans-Landes                    | Noventis 400               | 0915, 1110-1111                    | 3         | Landes                                                                                          | |            |
| Nederland                       |                            |                                    |           |                                                                                                 | |            |
| Arriva                          | Tribus 10 (Fiat)           | 6428-6429                          | 2         | Buurtbus Achterhoek                                                                             | |            |
| Arriva                          | Tribus 10 (Fiat)           | 6431-6432                          | 2         | Buurtbus Achterhoek (Haaksbergen - Rekken - Eibergen)                                           | 6431 reed tussen 9 december 2012 en 23 augustus 2013 tijdelijk op lijn 11 (stadsdienst Leeuwarden) |            |
| Arriva                          | Economy M1 (Mercedes-Benz) | 6481-6487                          | 7         | Buurtbus Zuid-Holland Noord                                                                     | 6483-6487 naar EBS als 9005-9009. |            |
| Arriva                          | Tribus 10 (Fiat)           | 6511-6515                          | 5         | Buurtbus Zuid-Holland Noord                                                                     | |            |
| Arriva                          | Economy (Volkswagen)       | 6542                               | 1         | Vlinder Doetinchem                                                                              | Ex RMC 1605 |            |
| Arriva                          | Economy (Volkswagen)       | 6821-6837                          | 17        | Twente (buurtRRReis)                                                                            | |            |
| Breng (Hermes)                  | Tribus 10 (Fiat)           | 1031-1038                          | 20        | brengbuurt Arnhem Nijmegen                                                                      | |            |
| Breng (Hermes)                  | Tribus 10 (Fiat)           | 7308-7319                          | 20        | brengbuurt Arnhem Nijmegen                                                                      | |            |
| Breng (Hermes)                  | Economy M1 (Mercedes-Benz) | 7226-7240                          | 15        | brengbuurt Arnhem Nijmegen                                                                      | 7228, 7229, 7231 en 7233 naar Hermes Zuidoost-Brabant |            |
| Breng (Hermes)                  | Economy (Volkswagen)       | 7248                               | 1         | brengbuurt Arnhem Nijmegen                                                                      | Ex RMC 1601 |            |
| Breng (Hermes)                  | Economy (Volkswagen)       | 7350-7364                          | 15        | brengbuurt Arnhem Nijmegen                                                                      | |            |
| Breng (Hermes)                  | Economy M1 (Mercedes-Benz) | 7385                               | 1         | brengbuurt Arnhem Nijmegen                                                                      | Ex-Connexxion. Naar Qbuzz als 3930 |            |
| Breng (Hermes)                  | Economy M1 (Mercedes-Benz) | 7386                               | 1         | brengbuurt Arnhem Nijmegen                                                                      | Ex-Connexxion |            |
| Breng (Hermes)                  | Economy M1 (Mercedes-Benz) | 7484                               | 1         | brengbuurt Arnhem Nijmegen                                                                      | Ex-Connexxion |            |
| Breng (Hermes)                  | Economy M1 (Mercedes-Benz) | 7488                               | 1         | brengbuurt Arnhem Nijmegen                                                                      | Ex-Connexxion |            |
| Connexxion                      | Economy M1 (Mercedes-Benz) | 7241                               | 1         | Buurtbus Noord-Holland Noord                                                                    | |            |
| Connexxion                      | Economy (Volkswagen)       | 7242                               | 1         | Buurtbus HWGO en Amstelland-Meerlanden                                                          | Ex RMC 1604 |            |
| Connexxion                      | Economy (Volkswagen)       | 7243                               | 1         | Buurtbus HWGO en Amstelland-Meerlanden                                                          | Ex RMC 1603 |            |
| Connexxion                      | Economy (Volkswagen)       | 7247                               | 1         | Buurtbus HWGO en Amstelland-Meerlanden                                                          | |            |
| Connexxion                      | Economy (MAN)              | 7254-7271                          | 18        | Buurtbus Noord-Holland Noord                                                                    | |            |
| Connexxion                      | Economy (Volkswagen)       | 7272-7295                          | 24        | Buurtbus Zeeland                                                                                | |            |
| Connexxion                      | Economy M1 (Mercedes-Benz) | 7323-7324                          | 2         | Buurtbus Zeeland, brengbuurt Arnhem Nijmegen                                                    | |            |
| Connexxion                      | Tribus 10 (Fiat)           | 7365-7378                          | 14        | Buurtbus Noord-Holland Noord                                                                    | |            |
| Connexxion                      | Economy (Volkswagen)       | 7365-7367                          | 3         | Buurtbus HWGO                                                                                   | |            |
| Connexxion                      | Economy M1 (Mercedes-Benz) | 7383                               | 1         | Buurtbus Zeeland                                                                                | |            |
| Connexxion                      | Economy M1 (Mercedes-Benz) | 7385-7388                          | 4         | Buurtbus Zeeland en HWGO                                                                        | 7385 en 7386 naar Breng (Hermes). |            |
| Connexxion                      | Economy M1 (Mercedes-Benz) | 7390, 7391                         | 2         | Buurtbus Haarlem-IJmond                                                                         | |            |
| Connexxion                      | Economy M1 (Mercedes-Benz) | 7392-7395                          | 4         | Buurtbus Publiek Vervoer Groningen/Drenthe                                                      | |            |
| Connexxion                      | Economy M1 (Mercedes-Benz) | 7481-7494                          | 14        | Buurtbus Noord-Holland Noord, HWGO en Zeeland                                                   | 7484 en 7488 naar Breng (Hermes) en 7491 naar Hermes. |            |
| De Grooth Vervoer               | Tribus 10 (Fiat)           | 486                                | 1         | Stadsbus Veendam                                                                                | |            |
| EBS                             | Economy M1 (Mercedes-Benz) | 9005-9009                          | 5         | Voorne-Putten en Rozenburg, Haaglanden Streek, IJssel-Vecht (buurtRRReis), Zaanstreek-Waterland | Ex Arriva 6483-6487 |            |
| EBS                             | Economy (Volkswagen)       | 9300-9346, 9354                    | 48        | IJssel-Vecht (buurtRRReis)                                                                      | |            |
| EBS                             | Economy (Volkswagen)       | 9347-9349                          | 3         | Buurtbus Zaanstreek-Waterland                                                                   | |            |
| EBS                             | Economy (MAN)              | 9350-9353                          | 4         | Buurtbus Zaanstreek-Waterland                                                                   | |            |
| Hermes                          | Economy M1 (Mercedes-Benz) | 7228, 7229, 7231, 7233             | 4         | Zuidoost-Brabant                                                                                | Ex Breng (Hermes) |            |
| Hermes                          | Economy (Volkswagen)       | 7244-7246                          | 3         | Veluwe-Zuid (buurtRRReis)                                                                       | |            |
| Hermes                          | Economy M1 (Mercedes-Benz) | 7491                               | 1         | Veluwe-Zuid (buurtRRReis)                                                                       | Ex Connexxion |            |
| IJsseltours                     |                            | 645-647                            | 3         | Publiek Vervoer GD                                                                              | Rijden als stadsdienst Meppel |            |
| Keolis Nederland                | Economy M1 (Mercedes-Benz) | 315                                | 1         | Treinvervangend vervoer Amersfoort - Ede-Wageningen                                             | Ex-Syntus Twente |            |
| Next                            | Economy M1 (Mercedes-Benz) | 752                                | 1         | HWGO                                                                                            | Ex-Pouw Vervoer 4385 |            |
| Pouw Vervoer                    | Economy M1 (Mercedes-Benz) | 147-150                            | 4         | Provincie Utrecht (SyntusFlex)                                                                  | Ex-Syntus Twente 323-325 en 329 |            |
| Pouw Vervoer                    | Tribus 20 (Mercedes-Benz)  | 4333                               | 1         | Utrecht                                                                                         | Ex-VMNN, reed eerst als 4385. |            |
| Pouw Vervoer                    | Economy M1 (Mercedes-Benz) | 4385-4387                          | 3         | Regio Utrecht (U-OV)                                                                            | 4835 naar Next als 1178 |            |
| Qbuzz                           | Economy (Volkswagen)       | 1921-1924                          | 4         | Fryslân                                                                                         | Ex-Syntus Utrecht 134-137 |            |
| Qbuzz                           | Economy (Volkswagen)       | 1925-1931                          | 7         | Fryslân                                                                                         | |            |
| Qbuzz                           | Economy M1 (Mercedes-Benz) | 3930                               | 1         |                                                                                                 | Ex Breng (Hermes) 7484 |            |
| Qbuzz                           | Economy M1 (Mercedes-Benz) | 6651-6656                          | 6         | Drechtsteden, Molenlanden en Gorinchem (stad+streekBuzz)                                        | |            |
| Qbuzz                           | Economy M1 (Mercedes-Benz) | 6657-6664                          | 8         | Drechtsteden, Molenlanden en Gorinchem (buurtBuzz), Regio Utrecht (U-OV)                        | |            |
| Qbuzz                           | Economy M1 (Mercedes-Benz) | 6681-6689                          | 9         | Drechtsteden, Molenlanden en Gorinchem (streekBuzz & buurtBuzz), Regio Utrecht (U-OV)           | Ex-Syntus Twente 316-322, 326 en 328 |            |
| Qbuzz                           | Economy (Volkswagen)       | 7901-7923                          | 23        | Groningen-Drenthe (streek)                                                                      | De 7923, 7915, 7918, 7909, 7905, 7907, 7908, 7911, 7910 en 7920 zijn vernummerd naar 8901-8910 |            |
| Qbuzz                           | Economy (Volkswagen)       | 8901-8910                          | 10        | Zuid-Holland Noord (buurtBuzz & flexBuzz)                                                       | Ex 7923, 7915, 7918, 7909, 7905, 7907, 7908, 7911, 7910 en 7920 |            |
| Qbuzz                           | Economy M1 (Mercedes-Benz) | 8911, 8912                         | 2         | Zuid-Holland Noord (pendelBuzz)                                                                 | Ex Syntus Twente 312 en 313 |            |
| RMC                             | Economy (Volkswagen)       | 1601                               | 1         | Buurtbus Rotterdam                                                                              | Naar Breng/Hermes als 7248 |            |
| RMC                             | Economy (Volkswagen)       | 1603-1605                          | 3         | Buurtbus Rotterdam                                                                              | 1603 en 1604 naar Connexxion als 7243 en 7242, 1605 naar Arriva als 6542 |            |
| RMC                             | Economy (Volkswagen)       | 1624-1626                          | 3         | Buurtbus Rotterdam                                                                              | |            |
| Syntus Gelderland               | Tribus 10 (Renault)        | 58                                 | 1         | Servicebus Veluwe                                                                               | Ex-buurtbus 502 |            |
| Syntus Utrecht                  | Tribus 10 (Fiat)           | 119-125                            | 7         | Buurtbussen provincie Utrecht                                                                   | Reservebussen; ex Connexxion 7366-7368, 7370, 7372, 7376, 7377 |            |
| Syntus Utrecht                  | Economy (Volkswagen)       | 134-137                            | 4         | provincie Utrecht (SyntusFlex)                                                                  | Naar Qbuzz als 1921-1924. |            |
| Syntus Twente                   | Economy M1 (Mercedes-Benz) | 312-329                            | 18        | Buurtbus Twente + TwentsFlex                                                                    | 312 en 313 naar Qbuzz als 8911 en 8912. 315 naar Keolis Nederland voor treinvervangend vervoer Amersfoort - Ede-Wageningen. 316-322, 326 en 328 naar Qbuzz als 6681-6689. 323-325 en 329 naar Pouw als 147-150. |            |
| Taxi Linsen                     |                            | 1038                               | 1         | Arnhem Nijmegen                                                                                 | |            |
| Taxi Rothoff                    |                            | 1037                               | 1         | Arnhem Nijmegen                                                                                 | |            |
| VMNN / Dorenbos                 | Tribus 20 (Mercedes-Benz)  | 808                                | 1         | Stadsbus Assen                                                                                  | Naar Pouw Vervoer. |            |
| Zwitserland                     |                            |                                    |           |                                                                                                 | |            |
| TPG                             | City 21                    | 451-452                            | 2         | Proxibus Genève                                                                                 | |            |

## Galerij

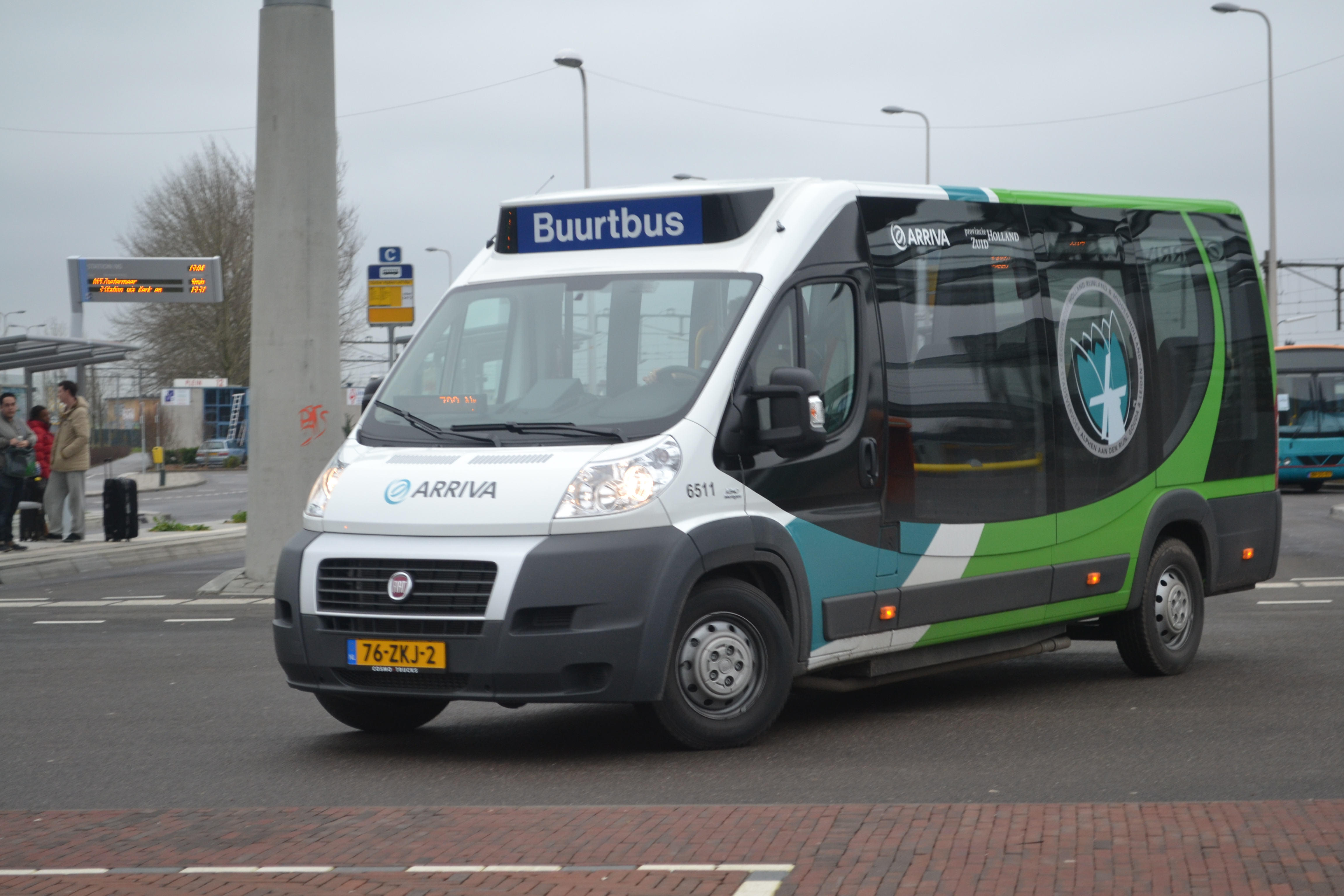
Buurtbus van Arriva in Zuid-Holland Noord
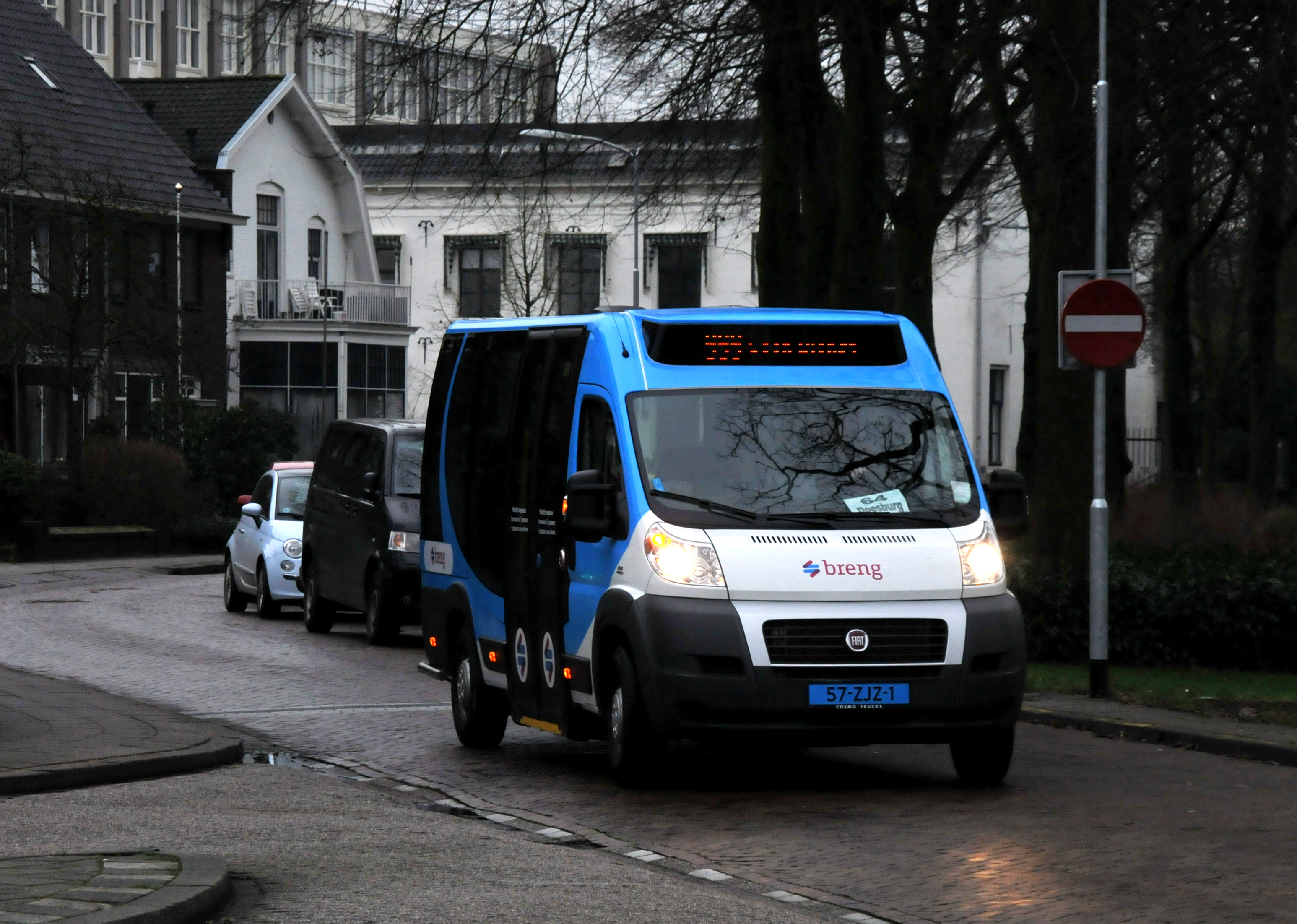
Buurtbus van Breng in de regio Arnhem